# Вессон, Дэниел
Дэ́ниэл Бэ́йрд Ве́ссон (англ. Daniel Baird Wesson; 18 мая 1825, Вустер, Массачусетс — 4 августа 1906, Спрингфилд, Массачусетс) — американский оружейный конструктор. Он был соучредителем компании Smith & Wesson и разработал несколько знаменитых конструкций оружия в течение своей жизни.

## Биография

### Ранние годы
Дэниел Бейрд Вессон был сыном Руфуса и Бетси (Бейрд) Вессон. Отец был фермером и мастером по изготовлению деревянных плугов, а Дэниел работал на ферме отца и посещал государственную школу до восемнадцати лет, затем он пошел учиться к своему брату Эдвину Вессону (главному производителю целевых винтовок и пистолетов в 1840-х) в Нортборо, штат Массачусетс.
Вессон женился на Синтии Марии Хоуз 26 мая 1847 года в Томпсоне, штат Коннектикут. Отец Хоуз возражал против помолвки пары, опасаясь, что Вессон — «простой оружейник» без будущего, что вынудило пару сбежать. К 1865 году зарплата Вессона в компании Smith & Wesson составляла более 160 000 долларов в год.
У супругов родились одна дочь и три сына: Сара Жаннетт Вессон (1848—1927), Уолтер Герберт Вессон (1850—1921), Фрэнк Лютер Вессон (1853—1887) и Джозеф Хоуз Вессон (1859—1920). Фрэнк погиб в железнодорожной катастрофе на Центральной Вермонтской железной дороге. Уолтер и Джозеф стали руководителями компании Smith & Wesson.

### Smith & Wesson

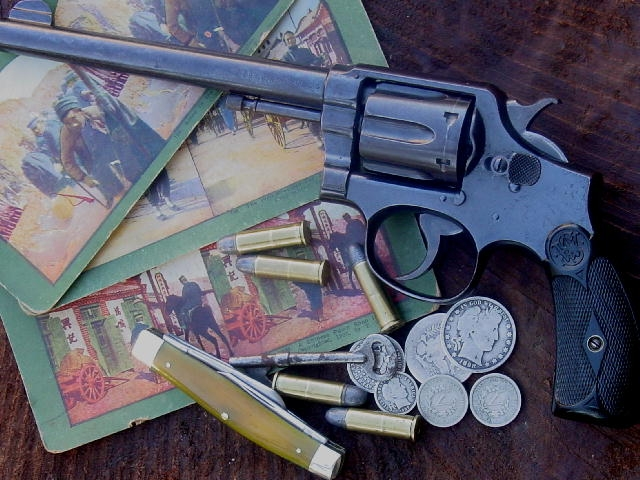
Револьвер Smith & Wesson Model 10, 1899 год

В 1854 году Дэниел Б. Вессон в сотрудничестве с Хорасом Смитом и Кортландтом Палмером разработал пистолет с рычажным механизмом и первую магазинную винтовку «Вулканик» (англ. Volcanic). Производство осуществлялось в мастерской Хораса Смита в Норуиче, штат Коннектикут. Первоначально компания называлась «Smith & Wesson Company», но в 1855 году она была переименована в «Volcanic Repeating Arms Company» с привлечением новых инвесторов, одним из которых был Оливер Винчестер. Компания Volcanic Repeating Arms Company получила от Smith & Wesson Company все права на конструкции «Вулканик» (к этому времени в производстве находились как винтовки, так и пистолеты), а также на боеприпасы. Вессон оставался на посту директора завода в течение восьми месяцев, после чего присоединился к Смиту и основал компанию «Smith & Wesson Revolver Company», получив лицензию на патент Роллина Уайта на «барабан с задней загрузкой».
В 1856 году компания Smith & Wesson начала производство небольшого револьвера, предназначенного для стрельбы патронами кольцевого воспламенения, запатентованными ею в августе 1854 года. Этот револьвер стал первым в мире успешным револьвером с полностью самозарядным патроном. Компания Smith & Wesson получила патенты на этот револьвер, чтобы не позволить другим производителям выпускать револьверы под этот патрон, что принесло молодой компании большую прибыль и скорое развитие.
В возрасте 65 лет Смит вышел на пенсию и продал свою долю бизнеса Вессону, сделав его единственным владельцем фирмы. В конце 1800-х годов компания представила линейку револьверов без курка, которые выпускаются до сих пор.
В 1899 году компания Smith & Wesson представила, пожалуй, самый известный револьвер в мире — .38 Military & Police (переименованный в Model 10 в 1957 году). С того года этот револьвер постоянно выпускается и используется практически всеми полицейскими и военными ведомствами мира.

## Смерть и наследие
Вессон оставался активным сотрудником фирмы до самой смерти. Скончался Дэниел у себя дома в Спрингфилде (штат Массачусетс) 4 августа 1906 года от сердечной недостаточности, вызванной невритом. Его жена умерла за месяц до того. Уэссоны похоронены на кладбище Оук-Гроув в городе Спрингфилде.
Вессон, убежденный сторонник гомеопатии, профинансировал строительство нового здания для гомеопатической больницы Хампдена в Спрингфилде, пожертвовав на это 100 000 долларов в 1904 году. В 1923 году больница, позже известная как Wesson Memorial Hospital, перешла от гомеопатии к современной медицине, а в 1976 году в результате слияния стала частью Медицинского центра Бэйстейт.
Внук Дуглас Б. Вессон работал в семейном бизнесе и помог создать .357 Magnum в 1930-х годах. Правнук Дэниел Б. Вессон II продолжил семейную традицию, проработав в Smith & Wesson 30 лет, а затем основав собственную компанию, которая впоследствии стала называться Dan Wesson Firearms.